# Paul Determeyer
Paul Determeyer, soms Paul Determeijer (Amsterdam, 29 juni 1892 - Loenen aan de Vecht, 18 maart 1971) was een Nederlands beeldend kunstenaar, actief te Loenen aan de Vecht als kunstschilder en tekenaar en figuratief wandschilder en glasschilder.
Zijn magnum opus is de schilderopdracht voor de oud-katholieke kerk van Hilversum.
Hij voorzag in de periode van 1932 tot 1945 binnenwandvakken van het kerkschip en de altaarruimte van de Sint-Vituskerk aan het Melkpad te Hilversum van 18 fresco's die het leven van Jezus uitbeelden, en 4 kleinere fresco's over de evangelisten. De opdracht hiervoor werd hem toevertrouwd door pastoor Gol en professor Der Kinderen. De gebrandschilderde ramen, vervaardigd in het Haarlemse atelier Bogtman naar het ontwerp van Determeyer in de periode 1948-1965,  bevatten voorstellingen van: de Zaaier, het Huis op de rots, de Verloren zoon, de Barmhartige Samaritaan, de Goede Herder en de Ware wijnstok. Na de brand van 1958 in de kerk restaureerde hij de beschadigde vlakken van de fresco's. Paul was lid van de Kunstenaarsvereniging Sint Lucas in Amsterdam.

## De fresco's in de St. Vituskerk in Hilversum

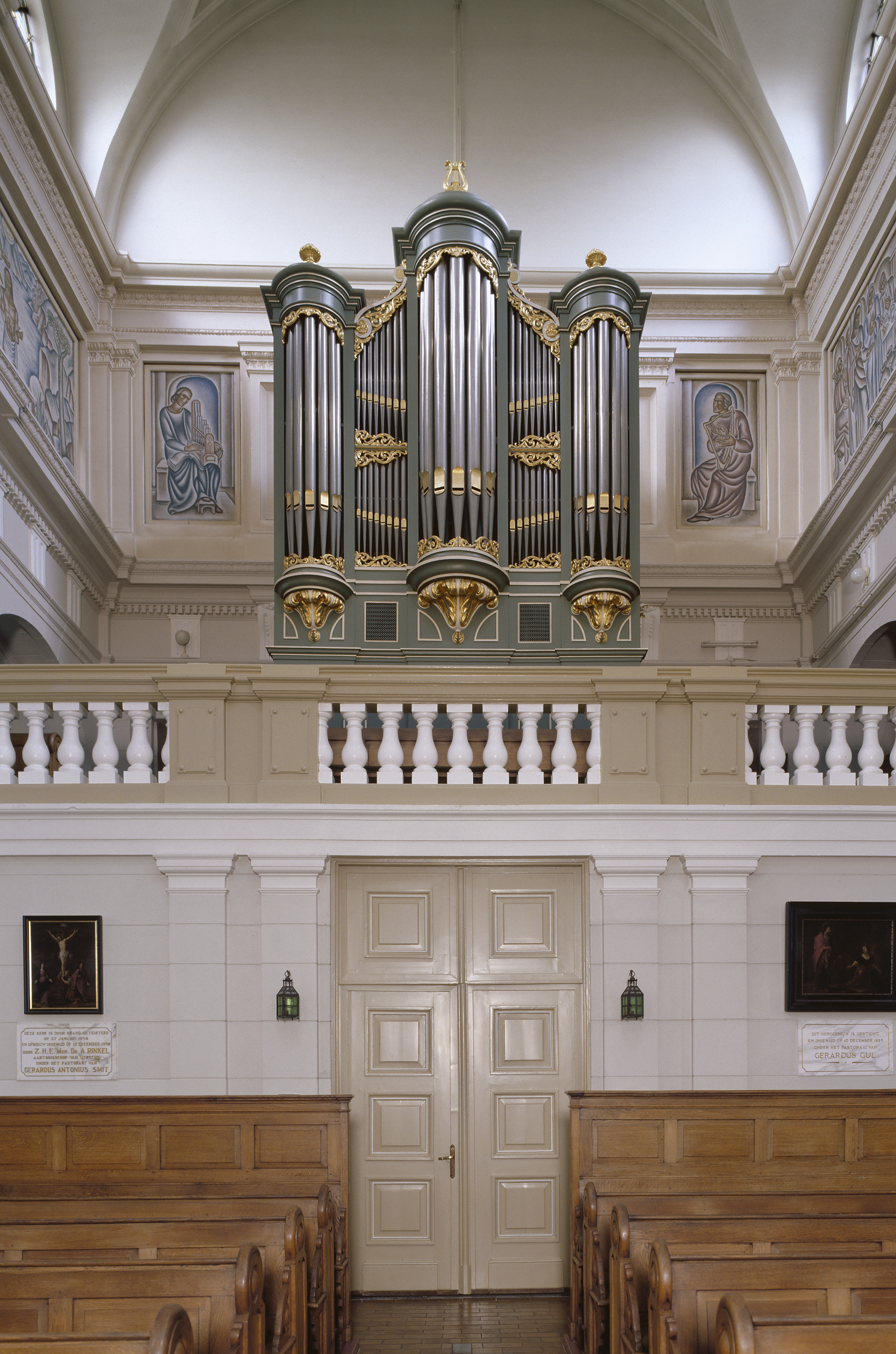
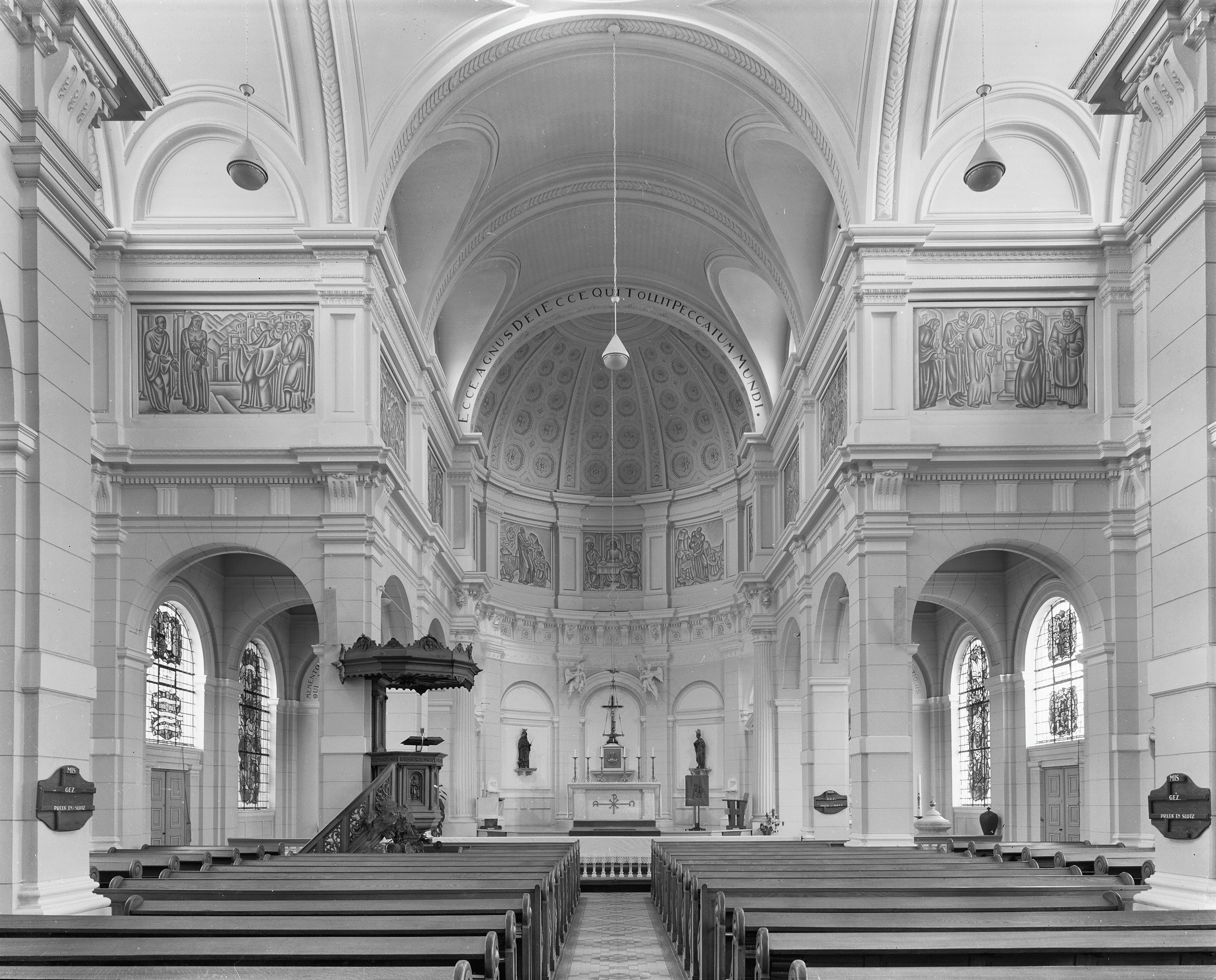
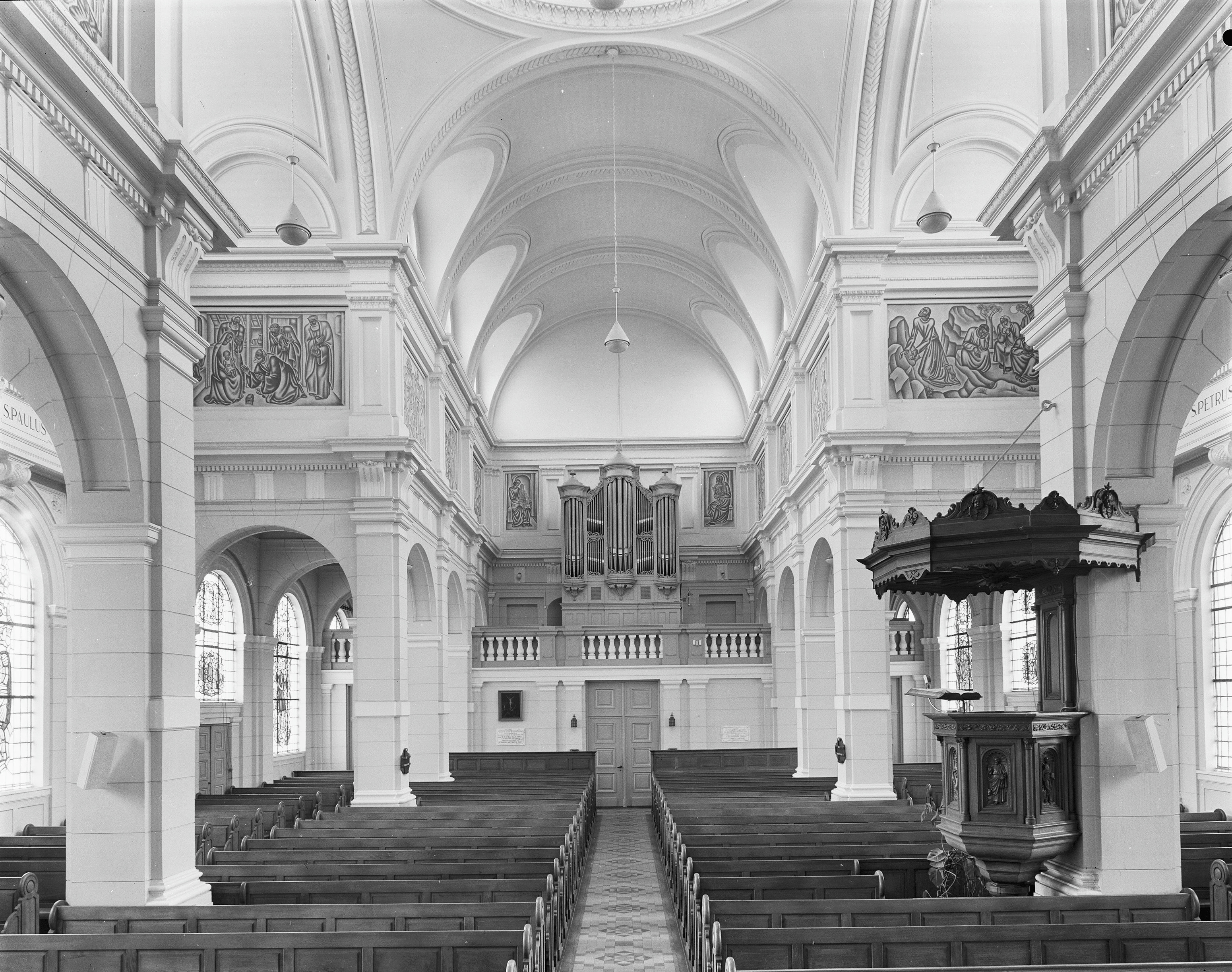

- Biografisch Portaal: 60781279
- RKD-Nederlands Instituut voor Kunstgeschiedenis: 22281